# Nowe Grobice
Nowe Grobice (prononciation : [ˈnɔvɛ ɡrɔˈbit͡sɛ]) est un village polonais de la gmina de Chynów dans le powiat de Grójec de la voïvodie de Mazovie dans le centre-est de la Pologne.
Le village possède approximativement une population de 150 habitants en 2006.

## Histoire
De 1975 à 1998, le village appartenait administrativement à la voïvodie de Radom.